# Muskétás

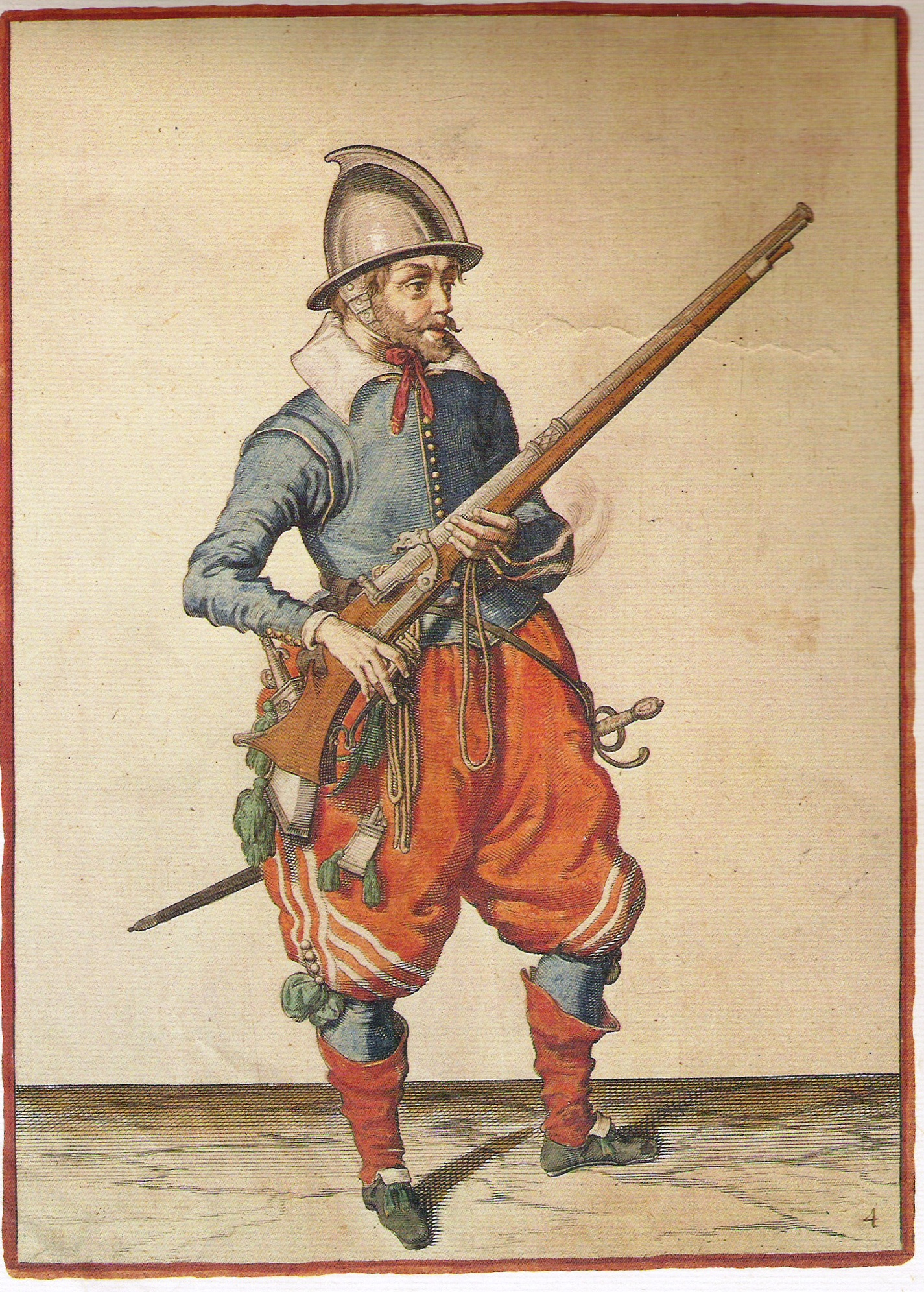
Holland muskétás. Jacob de Gheyn színezett metszete 1608-ból.

A muskétás a muskétát használó fegyveres, az első lőfegyveres gyalogos katona.
A tűzfegyverek használta a 14. század második felében kezdett terjedni. Mivel az első muskéták nem voltak olyan hatékonyak, mint a későbbiek, ezért az európai seregekben legfeljebb csak néhány muskétás szolgált. A középkori török hadseregben szervezték az első muskétás egységeket, a janicsárok személyében. Ez volt az első haderő a világon, amely bevezette a tűzfegyvert. Európában a muskétásokat önálló csapatokba szervezni csak a 16. században kezdik.
A tűzfegyverek fejlődése mellett a legtöbb hadvezetés már arra törekedett, hogy a muskétások minél tökéletesebben tudják használni fegyvereiket, ezért rendszeressé tették a gyakorlatozásokat. Idővel nem is annyira a pontosságra, mindinkább a minél gyorsabb tüzelésre fektették a hangsúlyt, amivel gyors golyózáporokat lehetett az ellenségre zúdítani, így a kilőtt golyók valamelyike bizonyos, hogy egyszer csak célba talál. Az állandó gyakorlatozást a 17. századi svéd hadsereg vezette be. A harmincéves háború során, amikor II. Gusztáv Adolf svéd király a Német-római Birodalomba hatolt be, muskétásait alaposan kiképezte és állandóan gyakoroltatta velük a célbalövést, valamint a minél gyorsabb töltést. A gyors svéd sortüzek során az 1631-es breitenfeldi csatában németek ezreit terítették le.
Mivel a muskétákkal nem lehetett állandóan lőni és közelharcban már végképp nem lehetett őket használni, ezért eleinte a muskétások az ellenség sorainak ritkítását és erejük csökkentését szolgálták sortüzeikkel, ezzel támogatva a döntést adó szálfegyvereseket (pikásokat).
A muskétásoknak ugyan van kardjuk, de ez inkább védekező fegyverré degradálódott, mert nem volt elég hosszú. A 17. század második felében a szuronyok használatával a muskétások is rohamozó erőt fognak képviselni.

A 16. századtól a Távol-Keleten is elterjednek a tűzfegyverek, s a kínaiak, valamint a japánok is megszervezik a maguk muskétás csapatait. Előbbinél a Ming-dinasztia alatt kerül erre sor, míg Japánban mihelyst elterjedt a lőfegyver olyan hamar ki is vonták, egyrészt hagyománytisztelet, ugyanis ez ekkor háttérbe szorította volna az oly nagy tradíciónak számító kardkészítést.

## Lásd még
- A Testőrség Muskétásai

## Külső hivatkozások
- Discovery Civilisation: Háború és civilizáció (War and civilisation)